# Bertoldo di Schweinfurt
Bertoldo di Schweinfurt (926 – 15 gennaio 980) fu margravio di Nordgau dal 976 alla morte.

## Biografia
La sua ascendenza è contestata. La teoria più probabile è che fosse un figlio (o nipote) di Arnolfo di Baviera. Ciò lo renderebbe un membro della dinastia dei Luitpoldingi. Un'altra teoria lo vede come il figlio del fratello di Arnolfo, Bertoldo di Baviera. Ancora un'altra teoria lo colloca nella famiglia dei Babenberg di Franconia/Popponidi. È certo che suo fratello o nipote, Leopoldo I d'Austria, fu il fondatore della dinastia austriaca dei Babenberg.
Egli è menzionato per la prima volta come conte nel 941. Nel 960, è menzionato come conte nel Radenzgau. Nel 961 appare come conte sul Raab inferiore e nel 973 come conte nella contea di Volkfeld. Dopo aver vinto battaglie in Boemia e in Ungheria, fu nominato margravio nel 976. Nel 980 appare come conte nella Franconia orientale.
Il comes Bertholdus, menzionato nel 941, fu incaricato dall'imperatore Ottone I di sorvegliare Lotario II, conte di Walbeck, che era stato fatto prigioniero. Lotario fu graziato l'anno seguente e Bertoldo sposò sua figlia Eilika († 19 agosto 1015): ella iniziò la costruzione della cattedrale a Schweinfurt, dove fu sepolta.
Nel 964 Bertoldo fu incaricato da Ottone di proteggere un altro prigioniero, il re Berengario II d'Italia, che fu tenuto prigioniero a Bamberga. Nel 973 Bertoldo partecipò guerra contro il ribelle Enrico II di Baviera.

## Matrimonio e figli
Bertoldo si sposò con Eilika di Walbeck, figlia di Lotario II, conte di Walbeck. Essi ebbero almeno due figli:
- Enrico di Schweinfurt († 18 settembre 1017), erede di Bertoldo
- Bucco, menzionato nel 1003

Alcuni genealogisti vogliono che un figlio di Burcardo fosse Leopoldo I Babenberg. Nel 1010 una donna di nome Eilika era badessa dell'abbazia di Niedernburg a Passau. Si pensa che questa Eilika possa essere stata una figlia di Bertoldo e della moglie dallo stesso nome.